# 러시안 룰렛

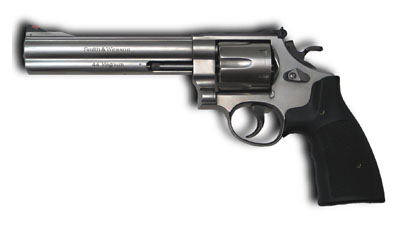
러시안 룰렛에 쓰는 리볼버.

러시안 룰렛(영어: Russian roulette, 러시아어: Русская рулетка 루스카야 룰렛카[*])은 회전식 연발 권총의 여러 개의 약실 중 하나에만 총알을 넣고 총알의 위치를 알 수 없도록 탄창을 돌린 후, 참가자들이 각자의 머리에 총을 겨누고 방아쇠를 당기는 게임이다.
이 목숨을 거는 게임의 목적은 다음과 같다고 여겨진다.
- 용기를 나타내기 위해 : 군인, 범죄자, 젊은이 등이 자신의 용기를 나타내고자 행했다고 한다.
- 도박(내기)으로 : 소설의 소재로 흔히 이용된다.
- 죄수, 포로에 대한 고문이나 학대 : 러시아의 전설 따위에서 그려지나, 실제로 행해졌는지는 불명확하다.
- 자살의 일종 : 자살을 생각하면서도 주저하고 있는 사람이 운수 시험을 겸해 실시한다.

## 게임 방식
2명이 하는 러시안 룰렛의 게임 방식은 크게 두 가지 방법으로 나뉜다.
1. 매 회마다 실린더를 돌리는 경우
한 명이 러시안 룰렛을 한 후, 그 다음 사람 차례에서 실린더를 돌린다. 이 경우, 총에 맞을 확률은 1/6(약 17%)이다. 경우에 따라, 게임은 오랜 시간 동안 계속 진행될 수 있다.
2. 매 회 실린더를 돌리지 않는 경우
한 명이 러시안 룰렛을 한 후, 그 다음 사람 차례에서 실린더를 돌리지 않고 방아쇠를 당긴다. 이 경우, 총에 맞을 확률은 각 시행자에 대해 1/2 (50%)이고 각 시도당 총에 맞을 확률은 1/(7-n번째 시도)이며, 게임은 최장 6회 이전에 종결된다.

## 반자동 권총 사용시의 러시안 룰렛
리볼버와는 달리, 탄창을 쓰는 반자동 권총의 경우 약실에 탄이 들어가면, 방아쇠를 당길시 탄이 발사되며, 총에 맞을 확률은 총알이 걸리거나 기타 고장이 발생하지 않는 이상 100%가 된다. 자동 권총으로 러시안 룰렛을 하는 경우는 대개 총에 대한 이해 부족에서 비롯된다. 이 경우의 것은 러시안 룰렛의 확률과는 상관 없이 단순한 자살을 유도할 뿐이다.

## 미디어에 등장하는 러시안 룰렛

### 영화
- 디어 헌터 - 로버트 드 니로와 크리스토퍼 워컨이 러시안 룰렛을 하는 장면이 있다.
- 13 자메티 - 소재가 집단 러시안 룰렛이다.[1]
- 10억 - 러시안 룰렛 장면이 나온다.
- 푸른소금 - 러시안 룰렛이 나온다.

### 애니메이션
- 카게구루이 - 6화에서 주인공에게 러시안룰렛을 강제로 시키는 장면이 나온다.

### 소설
- 드 니로의 게임 - 라위 하지 - 러시안 룰렛을 묘사하는 장면이 있다.[2]

### 무협지
- 황금백수 - 주인공이 십뢰라는 병기를 사용해 러시안 룰렛과 유사한 장면을 연출한다.

### 게임
- 콜 오브 듀티: 블랙 옵스 - '복수' 챕터에서 미션 초반에 주인공 알렉스 메이슨과 동료 프랭크 우즈가 베트콩 노름꾼과 스페츠나츠 요원의 위협으로 러시안 룰렛을 한다.

### 드라마
- 라이어게임 시즌2 - 1화에서 러시안룰렛이 나온다.
- 빈센조 (드라마) - 빈센조 12화에 주인공 빈센조가 정보원을 협박하며 러시안룰렛을 한다.
- 오징어게임 시즌2 - 1화에서 러시안룰렛이 나온다.

### 노래
- 다음은 러시안 룰렛을 소재로 한 곡이다.
  - 스피카 - “러시안 룰렛 (Russian Roulette)” (2012)
  - 레드벨벳 - “러시안 룰렛 (Russian Roulette)” (2016)
  - SeeU - “RUSSIAN ROULETTE”

## 같이 보기
- 치킨 게임